# Pterolophia humeralis
Pterolophia humeralis là một loài bọ cánh cứng trong họ Cerambycidae.